# Liste der Naturdenkmale in Auen (Hunsrück)
Die Liste der Naturdenkmale in Auen nennt die im Gemeindegebiet von Auen ausgewiesenen Naturdenkmale (Stand 7. März 2024).

## Naturdenkmale
| Nr.         | Bezeichnung | Lage                             | Beschreibung                                 | Bild                                    |
| ----------- | ----------- | -------------------------------- | -------------------------------------------- | --------------------------------------- |
| ND-7133-431 | Rotbuche    | Waldstraße, gegenüber Nr. 6 Lage | Fagus sylvatica; Rechtsverordnung aufgehoben | Direkt Bild zu diesem Denkmal hochladen |